# ديفيد د. نيلسون
ديفيد د. نيلسون (بالإنجليزية: David D. Nelson)‏ هو دبلوماسي واقتصادي أمريكي، (ولد في مينيسوتا في الولايات المتحدة 1956  م).